# Thomas al III-lea de Saluzzo
Thomas al III-lea de Saluzzo (italiană Tommaso III di Saluzzo) (n. 1356, Saluzzo, Piemont, Italia – d. 1416, Saluzzo, Piemont, Italia) a fost Marchiz de Saluzzo din 1396 până la moartea sa.
S-a născut la Saluzzo, în nord-vestul Italiei ca fiu al lui Frederick al II-lea de Saluzzo și Beatrice de Geneva.Bunicii din partea mamei erau Hugh de Geneva, Lord al Gex, Anthon și Varey.
A încercat să continue politica francofilă a tatălui său, pentru a face față Contelui Amadeus al VIII-lea de Savoia, care dorea să cucerească întregul Piemont. 
Vasalitatea față de Franța a influențat educația primită de Thomas, care a trăit în Provența pentru o mare parte din copilărie, și a mai călătorit aici în 1375, 1389, 1401, 1403 și 1405. S-a căsătorit cu franțuzoaica Marguerite de Roussy.
În 1394 a fost capturat de trupele Savoyarde în timp ce conducea asediul Monasteroloui. Închis întâi la Savigliano, apoi în Turin, a fost eliberat după doi ani în schimbul unei amenzi în valoare de 20.000 de florini de aur.
În ultimii ani l-a desemnat pe fiul său cel tânăr, Ludovico, sub protecția lui Valerano și a marchizei Marguerite. A scris una din cele mai importante opere de cavalerie, Le Chevalier Errant, scrisă probabil în timpul întemnițării în Piemont. Textul, scris în limba franceză, este o alegorie a idealurilor cavalerești. A inspirat faimoasele fresce din Castello della Manta.

## Familia
S-a căsători cu Margareta de Roussy. Ea era fiica lui Hugo, conte de Roncy și Braine. Au avut împreună cinci copii:
- Carlo Giovanni of Saluzzo (1404–1406).
- Giovanna of Saluzzo (n. 1405, data decesului necunoscută). Căsătorită cu Guigues al IV-lea, Lord al Meolletului și Offremontului.
- Ludovico I de Saluzzo.
- Beatrice de Saluzzo. O călugăriță.
- Ricciardia of Saluzzo. Căsătorită cu Niccolò III d'Este.

A mai avut cel puțin trei copii cu amanta sa, Olmeta de Soglio:
- Valerano de Saluzzo (d. 1443).
- Lanzarotto de Saluzzo.
- Giovanna, Abbess de Santa Maria di Staffarda.

Existența fiicei Elena of Saluzzo este disputată.